# 書店員美智留的遭遇
《書店員美智留的遭遇》（日语：書店員ミチルの身の上話）是從2013年1月8日開始在NHK綜合頻道播放的電視劇，共10話，播放到3月12日。播出時間為22:55 - 23:24。每集播放完的下週一會在同一頻道的0:40 - 1:09重播。
改編自佐藤正午的小說。

## 概要
在平凡的鄉間出生的主角美智留（戶田惠梨香飾），因幫同事買彩券而中了頭獎兩億日圓，因而展開不平凡的人生。

## 演員陣容

### 主要人物
- 古川 美智留 - 戶田惠梨香（幼少期：堰澤結衣）

在家鄉長崎的廣林堂書店工作的店員。
- 竹井 輝夫 - 高良健吾

比美智留小兩歲的兒時玩伴。現在在東京的大學唸書。
- 上林 久太郎 - 柄本佑

美智留的男朋友。家裡經營上林寶飾店。
- 高倉 惠利香 - 寺島咲

竹井的大學學妹。
- 豐增 一樹 - 新井浩文

光潤出版社的營業部主任。美智留的外遇對象。

### 廣林堂書店
- 初山 春子 - 安藤櫻

美智留的同事兼好友。
- 立石 武子 - 濱田マリ

美智留的前輩。單行本負責人。
- 澤田 早苗 - 淺田美代子

美智留的上司。代理店長。竹井的姑姑。

### 美智留的家人
- 古川 千秋 - 波瑠

美智留的妹妹。就讀美容專門學校。
- 古川 志摩子 - 瀧澤涼子

美智留的繼母。
- 美智留的親生母親 - 鍵本景子

在美智留年幼時便去世。
- 古川 繼德 - 平田滿

美智留的父親。
- 美智留的丈夫／旁白 - 大森南朋

## 歌曲

### 主題曲
- U-Kiss《ALONE》（avex trax）

## 收視率
| 集數                                                    | 放送日        | 再放送日      | 日文標題 | 中文標題   | 編劇 | 導演 | 收視率 |
| ------------------------------------------------------- | ------------- | ------------- | -------- | ---------- | ---- | ---- | ------ |
| 第1集                                                   | 2013年1月8日  | 2013年1月14日 |          | 平凡的女子 |      |      | 5.2%   |
| 第2集                                                   | 2013年1月15日 | 2013年1月21日 |          | 謊言       |      |      | 6.5%   |
| 第3集                                                   | 2013年1月22日 | 2013年1月28日 |          | 彩券       |      |      | 5.2%   |
| 第4集                                                   | 2013年1月29日 | 2013年2月4日  |          | 秘密       |      |      | 5.7%   |
| 第5集                                                   | 2013年2月5日  | 2013年2月11日 |          |            |      |      | 4.9%   |
| 第6集                                                   | 2013年2月12日 | 2013年2月18日 |          |            |      |      | 5.7%   |
| 第7集                                                   | 2013年2月19日 | 2013年2月25日 |          |            |      |      | 6.5%   |
| 第8集                                                   | 2013年2月26日 | 2013年3月4日  |          |            |      |      | 6.9%   |
| 第9集                                                   | 2013年3月5日  | 2013年3月11日 |          |            |      |      | 6.6%   |
| 第10集(最終回)                                          | 2013年3月12日 | 2013年3月18日 |          |            |      |      | 7.4%   |
| 平均收視率6.1% （收視率由Video Research於關東地區統計） |               |               |          |            |      |      |        |

## 外部連結
- NHK本劇官方網站（日語）